# Viscosia oncholaimelloides
Viscosia oncholaimelloides är en rundmaskart som beskrevs av Christian Wieser och Stephen Donald Hopper 1967. Viscosia oncholaimelloides ingår i släktet Viscosia och familjen Oncholaimidae. Inga underarter finns listade i Catalogue of Life.